# ويليام هنري ويلز
ويليام هنري ويلز هو شخصية أعمال وسياسي أمريكي، ولد في 26 أكتوبر 1882 في شيكاغو في الولايات المتحدة، وتوفي في 6 مارس 1946 في بروكتون في الولايات المتحدة. نشط حزبياً في الحزب الجمهوري. وقد انتخب عضو مجلس نواب فيرمونت ‏ وانتخب Lieutenant Governor of Vermont ‏ وانتخب حاكم فيرمونت ‏ (9 يناير 1941 – 4 يناير 1945).